# Norgripiense
| Era Eratema | Periodo Sistema | Época Serie | Subépoca Subserie   | Edad Piso                                  | Inicio, en millones de años |
| ----------- | --------------- | ----------- | ------------------- | ------------------------------------------ | --------------------------- |
| Cenozoico   | Cuaternario     | Holoceno    | Tardío / Superior   | Megalayense Megalayiano                    | 0,0042                      |
| Cenozoico   | Cuaternario     | Holoceno    | Medio               | Norgripiense Norgripiano                   | 0,0082                      |
| Cenozoico   | Cuaternario     | Holoceno    | Temprano / Inferior | Groenlandiense Groenlandiano               | 0,0117                      |
| Cenozoico   | Cuaternario     | Pleistoceno | Tardío / Superior   | Superior / Tardío (Tarantiense Tarantiano) | 0,129                       |
| Cenozoico   | Cuaternario     | Pleistoceno | Medio               | Chibaniense Chibaniano                     | 0,774                       |
| Cenozoico   | Cuaternario     | Pleistoceno | Temprano / Inferior | Calabriense Calabriano                     | 1,80                        |
| Cenozoico   | Cuaternario     | Pleistoceno | Temprano / Inferior | Gelasiense Gelasiano                       | 2,58                        |
| Cenozoico   | Neógeno         | Neógeno     | Neógeno             | Neógeno                                    | 23,03                       |
| Cenozoico   | Paleógeno       | Paleógeno   | Paleógeno           | Paleógeno                                  | 66                          |

El Norgripiense o Norgripiano es el segundo piso y edad del Holoceno en la escala temporal geológica. Sucede al Groenlandiense y precede al Megalayense. Se inició en el 8156 AP (6236 a. C.) momento más frío del evento de 8,2 ka y terminó en el 4200 AP (2250 a. C.) inicio del evento de 4,2 ka. Es equivalente a la subserie y subépoca Holoceno Medio.
El piso toma su nombre del «Proyecto de muestras de hielo del norte de Groenlandia» (NorthGRIP).

## Sección estratotipo y punto de límite global (GSSP)
La  sección estratotipo y punto de límite global (GSSP) del Norgripense está definida en un testigo de hielo de Groenlandia.
Fue ratificado formalmente por la Unión Internacional de Ciencias Geológicas en junio de 2018 junto con las edades/pisos  Groenlandiense, Megalayense y las subseries/subépocas del Holoceno.